# Nordlig gulspricklav
Nordlig gulspricklav (Pleopsidium flavum) är en lavart som först beskrevs av Carlo Antonio Lodovico Bellardi, och fick sitt nu gällande namn av Körb. Nordlig gulspricklav ingår i släktet Pleopsidium och familjen Acarosporaceae.  Arten är reproducerande i Sverige. Inga underarter finns listade i Catalogue of Life.